# Héctor Lucchetti
Héctor Pablo Lucchetti (La Plata, 1905. március 9. – Argentína, 20. század) olimpiai bronzérmes argentin vívó, Luis Lucchetti olimpiai bronzérmes vívó öccse.

## Sportpályafutása
Tőr és párbajtőr fegyvernemekben is versenyzett, nemzetközi jelentőségű eredményt tőrvívásban ért el.